# 鄂溫人
鄂温人（俄语：Эвены），又译为埃文人，过去称爲拉穆特人（鄂温语：ламуты，意为海洋的人），是生活在西伯利亚东部的民族，主要生活于俄罗斯萨哈共和国、马加丹州、哈巴罗夫斯克边疆区、堪察加边疆区、楚科奇自治区等地区。根据俄罗斯2021年人口统计，人口为19913人。有104人生活在乌克兰。另外，鄂温人总人口的约一半居住在俄罗斯萨哈共和国境内，大部分以萨哈语为日常语言。

## 概述
鄂温人自17世纪以来，在俄罗斯国内以萨哈人对其的称呼──“拉穆特”而被知晓。作为民族的自称根据所在地区而不同，苏联时期正式以“鄂温/埃文”作为民族名称。与毗邻的鄂温克人共同点很多，鄂温人和鄂温克人曾被统称为“通古斯人（俄语：тунгусы）”
鄂温人的居住地区主要分为鄂霍茨克海及北冰洋沿岸地区、堪察加半岛及萨哈共和国北部的山区。沿海地区的居民主要是从事狩猎海兽和捕鱼的定居居民，而山区的居民主要从事需要移居的驯鹿放牧。
鄂温人的语言鄂温语属于满-通古斯语系的北通古斯语族。从起源和文化看来，和鄂温克人比较接近，也有人说鄂温人是鄂温克人的分支（本来生活在外贝加尔一带）。19世纪沙俄控制西伯利亚以后，鄂温人多在形式上皈依东正教，但仍保留许多原来的萨满教信仰。以狩猎、捕捞、养驯鹿为生。在农业集体化后，改为定居养鹿与务农。
近年来，一部分鄂温人在与俄罗斯族进行通婚。 
鄂温人的Y染色体单倍型类群有74.2%属于C2，有12.9%属于N。

## 人口

2010年人口普查得出的远东联邦管区城乡居民点的鄂温人分布

鄂温人的总人口约为2万人，主要居住在俄罗斯东部。根据2002年人口普查，有 11657人居住在萨哈（雅库特）共和国，2527人居住在马加丹州，1779人居住在堪察加边疆区（其中有751人居住在前科里亚克自治区），1407人居住在楚科奇自治区，1272人居住在哈巴罗夫斯克边疆区。根据2010年人口普查，鄂温人人口唯一占半数以上的地区是萨哈（雅库特）共和国的鄂温-贝坦泰区(53.1%)。
此外，根据2001年人口普查，乌克兰有104名鄂温人。
1930年至1934年，苏联远东地区曾存在鄂霍次克-鄂温民族区。

### 引用
1. ↑  .   [2023-01-05]. （原始内容存档于2022-12-30）.
2. ↑  北极地区土着民族[永久]
3. ↑  В.А.Роббек, М.Е.Роббек. Эвенско-Русский Словарь. Новосибирск <<НАУКА>>, 2005:p.340（俄语、鄂温语）
4. ↑  《民族词典》编辑委员会：陈永龄，宋蜀华，金天明，李毅夫等. . 上海辞书出版社. 1987-06  [2020-09-07]. （原始内容存档于2017-03-05） （中文）. Evens 的译名为“埃文人”。
5. ↑  .   [2023-01-05]. （原始内容存档于2022-12-30）.
6. ↑  Tambets, Kristiina et al. 2004, The Western and Eastern Roots of the Saami—the Story of Genetic “Outliers” Told by Mitochondrial DNA and Y Chromosomes （页面存档备份，存于）
7. ↑  .   [2019-10-29]. （原始内容存档于2012-03-14）.
8. ↑  .   [2017-10-18]. （原始内容存档于2016-03-05）.
9. ↑  .   [2011-03-19]. （原始内容存档于2019-11-25）.

## 外部连结
- Aboriginal Peoples of the Russian North: Links to On-Line Resources
- Notes on the Evens and Evenks